# 原口・はなわの踊る!すまいる大御殿
『原口・はなわの踊る!すまいる大御殿』（はらぐち・はなわのおどる!すまいるだいごてん）は、RKB毎日放送テレビで放送されていたローカルバラエティ番組。原口あきまさとはなわの冠番組である。

## 概要
原口がブレイクし始め、はなわの知名度がまだそれほどでもなかった2001年8月に、土曜 9:25 - 9:30の5分間（正味は2分半）のミニ番組『踊る!すまいる御殿!!』がスタート（タイトルは日本テレビ『踊る!さんま御殿!!』のパロディ。原口が明石家さんまのモノマネをすることと住宅を紹介する番組であることから、このタイトルになった）。当時は家を建てたい一般視聴者がはなわと共にhitハウジングパーク（RKBが展開する住宅展示場）のモデルルームを体験し、その中で毎週仮装した原口が茶々を入れるという番組だった。
正味2分半の番組でありながら視聴者の受けが良く、2003年より月に1回のペースで放送される1時間番組となり、同時に現タイトルへと改められた。放送時間が増えたことでこの頃から旅番組の要素も加わり、原口とはなわ、そして本庄麻里子（RKBアナウンサー）の3人がRKBの放送対象エリア内を中心に九州各地を回るという現在の進行形式が形成されていった。また、この頃には放送時間に余裕があったためか、「住宅戦隊ハウジンジャー」（後述）といったお遊び的な企画も行われていた。
2005年4月からは土曜 17:00 - 17:30に放送の週一番組となった。放送時間がスリムになったことで、以後は前述した旅企画（主に九州内）とライフスタイルにまつわる企画がメインになっている。
この番組は、系列局の長崎放送（NBC）では木曜14：55－15：25に、青森テレビ（ATV）では不定期に放送されている（主に土曜・日曜）。一時期、南日本放送（MBC）でも放送されていたことがある。

## 放送時間
- 土曜 17:00 - 17:30 （2005年4月 - 2011年3月26日）
- 土曜 24:30 - 24:58 （2011年4月2日 - 2011年9月24日） - 元は『S☆1』土曜版の放送枠だったが、ローカル枠になったことから同時間帯へ移動。
- 火曜 23:50 - 24:20 （2011年10月4日 - 2013年3月26日） - 『S☆1』土曜版の放送時間変更に伴い、同時間帯へ移動。移動後の初回には1時間スペシャル（23:50 - 24:50）を放送。
- 火曜 24:28 - 24:58 （2013年4月2日 - 2013年10月29日）
- 土曜 24:58 - 25:28 （2013年11月2日 - ）

## 出演者

### メインMC
- 原口あきまさ
- はなわ

### アシスタント
- 本庄麻里子（RKBアナウンサー、2003年4月から2011年3月まで）
- 蔵薗えみり（2011年4月から）
- 岡野もえ（2011年4月から）
- 林亜美（2012年1月から）
- 西本美恵子（2012年4月から）
- 白鳥さゆり（2014年12月から）

## 住宅戦隊ハウジンジャー
「hitハウジングパーク」の平和を守り、はなわデビルを倒すという名目で誕生した原口扮するヒーロー。テーマソングははなわが作曲し、原口が歌っていた。得意技は「バリアフリーキック」。しかし実際は戦闘シーンどころかハウジンジャーのモデルルーム担当者いじりや、はなわデビルとのゲーム対決に終始してしまい、放送時間の短縮もあっていつの間にか自然消滅していた。

## その他
はなわのヒット曲「佐賀県」のプロモーションビデオの撮影にこの番組が密着取材し、その模様を放送。その中にははなわが佐賀県知事（当時）の古川康に会い、PV出演を要請する場面もあった。結果、知事はPVに出演し、原口も出演した。
また、この曲に出てくる架空の牛丼屋「吉田家」が実際にオープンする過程も密着取材し、その模様を2週にわたって放送した。なお、同店は既に閉店している。